# ADT 캡스플레이
ADT 캡스플레이(ADT CAPS Play)는 ADT캡스에서 프로야구 선수들의 수비율을 바탕으로 독자적으로 개발한 선수 평가체계이다. 2013년에는 SBS ESPN과 함께 프로야구 호수비 응원 캠페인을 진행했으며, 2014 프로야구 시즌에는 한국야구위원회(KBO)의 공식 후원사로 활동한다. 2013년 한국프로야구부터 ADT 캡스플레이 캠페인이 진행되었으며, 연말에는 이를 바탕으로 ADT 캡스플레이 시상식을 개최하였다. 2013시즌 ADT 캡스플레이어 시상식은 2013년 11월 29일에 거행되었다. 2014년과 2015년에는 KBO 골든글러브의 특별시상식 부분으로 편입되어 진행되었으며, 2016년부터는 KBO가 아닌 다음 스포츠와 공동 주간으로 진행되고 있다.

## 수비율 산정 체계
ADT캡스수비율은 다음과 같이 계산이 된다.

## ADT 캡스 수비율 자격조건
```
1. 투수 : 소속팀 경기수 이상 투구 이닝을 투구한 선수

2. 포수 : 소속팀 경기의 50% 이상 경기 출전한 선수

3. 내/외야수 : (소속팀 수비이닝*0.67) 이상 해당 포지션에 수비 출전한 선수

4. ADT캡스수비율이 동률일 경우 ADT캡스수비랭킹 선정 기준

해당 포지션 수비 성공수 > 해당 포지션 수비 이닝  > 해당 포지션 출장 경기수 > ADT캡스플레이 선정 횟수 > 팀순위 > 공동수상
```

## ADT 캡스 수비율 공식
1. 투수 : (수비성공+(도루저지*2) / (수비성공+수비실패)+(도루저지+도루허용)-(ADT캡스플레이 선정 횟수))ⅹ100

2. 포수 : (수비성공+(도루저지*2) / (수비성공+수비실패)+(도루저지+도루허용)-(ADT캡스플레이 선정 횟수))ⅹ100

3. 내외야수 : (수비성공 / (수비성공+수비실패)-(ADT캡스플레이 선정 횟수))ⅹ100

ex) 수비성공 123개 , 실패2개 , 선정횟수 1회인 경우의 ADT캡스 수비율 = 99.19%

## 공식에 포함된 기록 설명
1. 수비성공

- 자살 : 타자의 타구 또는 다른 수비수의 송구를 잡아내 직접 아웃시킨 횟수

- 보살 : 아웃카운트를 잡을 수 있도록 도와준 횟수

- 견제사 : 견제구에 의해 빠른 진루를 위해 리드 중이던 주자가 아웃시킨 횟수

2. 수비실패

- 실책 : 해당 포지션에서 기록한 실책 횟수

- 야수선택 : 실책에는 포함되지 않으나 아웃시킬 수 있는 상황에서 야수가 판단 부족으로 주자를 진루시킨 횟수

- 포일 : 실책에는 포함되지 않으나 포수가 잡을 수 투구를 놓쳐 주자를 진루시킨 횟수

3. 도루저지/도루허용 : 주자의 진루를 저지하고 아웃카운트를 잡는 포수 및 투수의 주요 수비평가 기록

- 도루저지율 : 도루저지/도루저지+도루허용

- 평균 도루저지율 기준으로 도루저지율이 높을 경우에는 가산점을, 낮을 경우에는 감점이 될 수 있도록 함

- 상수 '2' = 1/(2013년 평균도루저지율 * 2)

- 2013년 평균도루저지율 = 0.25

- 폭투 : 수비기록에 포함하지 않는 투구에 의한 기록으로 투수의 수비실패에서 제외

## 2013 ADT 캡스 수비율 랭킹
포수랭킹 TOP 3 : 강민호, 윤요섭, 차일목

1루수랭킹 Top 3 : 김태균 (1982년), 박정권, 박종윤

2루수랭킹 Top 3 : 정근우, 안치홍, 손주인

3루수랭킹 Top 3 : 이범호, 모창민, 김민성

유격수랭킹 Top 3 : 강정호, 오지환, 김상수

좌익수랭킹 Top 3 : 김현수, 최형우, 정의윤

중견수랭킹 Top 3 : 이종욱, 박용택, 김강민

우익수랭킹 Top 3 : 이진영, 조동화, 정현석

## ADT 캡스플레이 선정 횟수
오늘의 ADT캡스플레이로 선정된 횟수(승부를 가르는 명수비로 매경기 최고의 수비장면을 선정합니다.)

## ADT 캡스플레이어 2013
제 1회 ADT캡스플레이어 2013는 2013년 11월 29일 서울 프리즘 타워에서 진행되었다.

수비율에 따라 결정하는 포지션별 탑10이 결정되며, 온라인 투표를 통해 대상 시상자가 결정된다.

### ADT 캡스플레이어 2013 수상자
ADT캡스플레이어 2013 대상 : 이종욱

포수부문: 롯데 강민호

1루수부문 : 한화 김태균

2루수부문 : 한화 정근우

3루수부문 : KIA 이범호

유격수부문 : 넥센 강정호

좌익수부문 : 두산 김현수

중견수부문 : 두산 이종욱

우익수부문 : LG 이진영

## ADT 캡스플레이어 2014
제 2회 ADT캡스플레이어 2014는 2014년 12월 9일 서울 삼성동 엑스 컨벤션센터 오디토리움에서 진행되는 2014 골든글러브의
수비특별상 부문으로 편입되어 시행되었다.

수비율에 따라 결정하는 포지션별 탑10이 결정되며, 온라인 투표를 통해 대상 시상자가 결정된다.

### ADT 캡스플레이어 2014 수상자
ADT캡스플레이어 2014 대상 : 채태인
포지션별 베스트 선수는 투수 부문에는 LG 우규민 (105.46%), 포수 부문에는 삼성 이지영 (95.27%),
내야수 부문에는 삼성 1루수 채태인 (100.90%), 한화 2루수 정근우 (100.48%), 넥센 3루수 김민성 (100.40%),
넥센 유격수 강정호 (99.57%), 외야수 부문에는 롯데 우익수 손아섭 (103.78%), 삼성 좌익수 최형우 (103.67%),
KIA 중견수 이대형 (101.21%) 등이다.

## ADT 캡스플레이어 2015
제 3회 ADT캡스플레이어 2015는 2015년 12월 8일 서울 삼성동 엑스 컨벤션센터 오디토리움에서 진행되는 2015 골든글러브의
수비특별상 부문으로 편입되어 시행되었다.

수비율에 따라 결정하는 포지션별 탑10이 결정되며, 온라인 투표를 통해 대상 시상자가 결정된다.

### ADT 캡스플레이어 2015 수상자
ADT캡스플레이어 2015 대상 : 오지환
포지션별 베스트 선수는 투수 부문에는 KIA  양현종 (101.69%), 포수 부문에는 삼성 이지영 (97.56%),
내야수 부문에는 넥센 1루수 박병호 (99.83%), 한화 2루수 정근우 (100.16%), 넥센 3루수 김민성 (100.61%),
LG 유격수 오지환 (100.00%), 외야수 부문에는 넥센 우익수 유한준 (102.45%), NC 좌익수 김종호 (102.69%),
삼성 중견수 박해민 (103.26%) 등이다.

## ADT 캡스플레이어 2016
제 4회 ADT캡스플레이어 2016은 2016년 12월 5일 진행되었다.

### ADT 캡스플레이어 2016 수상자
ADT캡스플레이어 2016 대상 : 김재호
포지션별 베스트 선수는 투수 부문에는 삼성 윤성환, 포수 부문에는 NC 용덕한 (98.20%),
내야수 부문에는 SK 1루수 박정권 (100.19%), KIA 2루수 서동욱 (100.38%), 넥센 3루수 김민성 (102.27%),
두산 유격수 김재호 (100.65%), 외야수 부문에는 두산 우익수 민병헌 (102.65%), NC 좌익수 이종욱 (103.98%),
SK 중견수 김강민 (103.11%) 등이다.

## 같이 보기
- 컴투스 프로야구 포인트
- 웰컴저축은행 톱랭킹차트